# شمس الدين العوني
شمس الدين العوني شاعر و ناقد تونسي

## دواوينه
- ورد الرماد، حظيت بجائزة رئيس الجمهورية لأدب الشباب
- أمجد الهذيان
- التراب الذي فوقه سماء
- سيكون هناك سبب[1]
- تحت شمس وارفة الظلال